# Мамонтов Юхим Мефодійович
Юхим Мефодійович Мамонтов (9/22 березня 1889, с. Піски, Новохоперський повіт, Воронізька губернія — 25 лютого 1922, с. Власиха Барнаульскої волості) — російський і євразійський революціонер, червоний козак, військовий командир і партизанський отаман Західного Сибіру, один з керівників Народної Повстанської Армії Степового Алтаю. Серед його соратників Григорій Рогов, Федір Колядо, Михайло Козир.

## Життєпис
Один з керівників партизанського руху на Алтаї у 1918—1919 рр. Народився в родині селянина. В 1910—1918 на військовій службі, учасник 1-ї світової війни 1914—1918 рр. В 1917 член солдатських комітетів, делегат 1-го Всеросійського з'їзду Рад. В кінці 1918 року утворив партизанський загін для боротьби з колчаківцями. В жовтні 1919 обраний командуючим партизанською армією Західного Сибіру, яка брала участь у розгромі Колчака разом з Червоною Армією. Після закінчення Громадянської війни на Алтаї був призначений помічником інспектора піхоти 5-ї армії. В 1920 році — командир добровольчої Сибірської бригади колишніх партизан на Південному фронті. Вбитий у бійці, за однією версією — по побутовим, за іншою — по суспільним мотивам.